# Ernestine Schumann-Heink
Ernestine Schumann-Heink, z domu Rössler (ur. 15 czerwca 1861 w Libeň, zm. 17 listopada 1936 w Los Angeles) – austriacka śpiewaczka operowa, kontralt dramatyczny.

## Życiorys
Była córką austriackiego oficera i włoskiej śpiewaczki, jako dziecko została posłana na naukę do konwentu urszulanek w Pradze. Później uczyła się śpiewu u Marietty von Leclair w Grazu, zadebiutowała publicznie w 1876 roku, wykonując partię altową w IX symfonii Ludwiga van Beethovena. W 1878 roku w operze w Dreźnie wystąpiła jako Azucena w Trubadurze Giuseppe Verdiego. Studia wokalne kontynuowała u Karla Krebsa i Franza Wüllnera. W 1882 roku występowała w Krolloper w Berlinie, następnie od 1883 do 1897 roku związana była z operą w Hamburgu. W 1892 roku debiutowała na deskach Covent Garden Theatre w Londynie, biorąc udział w wykonaniu cyklu Pierścień Nibelunga Wagnera pod batutą Gustava Mahlera. W latach 1896–1914 regularnie wykonywała role wagnerowskie na festiwalu w Bayreuth.
Rolą Ortrudy w Lohengrinie w Chicago (1898) i Metropolitan Opera w Nowym Jorku (1899) debiutowała w Stanach Zjednoczonych. Z Metropolitan Opera związana była do 1932 roku, występując w prawie 300 przedstawieniach. W 1908 roku otrzymała obywatelstwo amerykańskie. W 1909 roku kreowała rolę Klitemnestry w prapremierowym przedstawieniu opery Richarda Straussa Elektra w Dreźnie. Podczas I wojny światowej i po jej zakończeniu uczestniczyła w licznych koncertach na rzecz dzieci i weteranów. Poza sceną operową występowała też w teatrach na Broadwayu, a w 1935 roku zagrała w filmie Here’s to Romance Alfreda E. Greena.
Jej repertuar operowy obejmował prawie 150 ról. Dysponowała głosem o skali sięgającej od d do b2. Dokonała licznych nagrań płytowych.

## Życie prywatne
Jej pierwszym mężem był od 1882 roku Ernst Heink, małżeństwo to zakończyło się rozwodem. W 1893 roku wyszła ponownie za mąż za aktora Paula Schumanna, z którym była zamężna do jego śmierci w 1904 roku. Jej trzecim mężem był od 1905 roku prawnik z Chicago William Rapp Jr., z którym rozwiodła się w 1914 roku. W 1910 roku nabyła posiadłość koło w San Diego w Kalifornii. 